# Edificio Tlatelolco

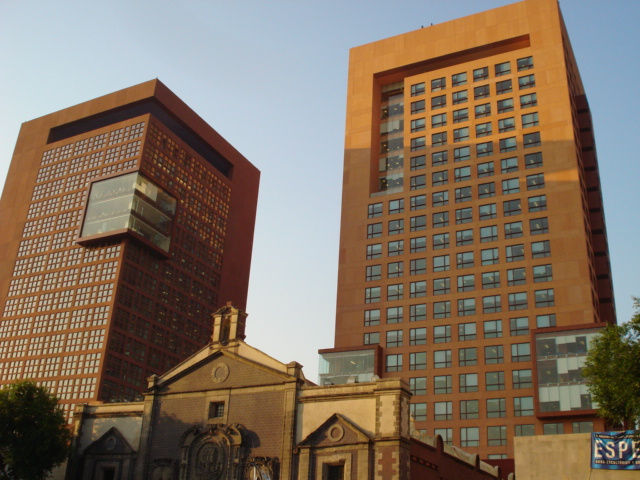
A la derecha, el Edificio Tlatelolco (SRE), y a la izquierda, el edificio del Tribunal Superior de Justicia de la Ciudad de México. En primer plano, el Ex Templo de Corpus Christi (Archivo General de Notarías).

El Edificio Tlatelolco se encuentra en el centro histórico de la Ciudad de México, sobre la avenida Juárez, alcaldía Cuahtémoc, en la Ciudad de México. Alberga desde el 2006 a la Secretaría de Relaciones Exteriores (SRE) de México. Tiene 13 ascensores, y cuando finalizó su construcción se convirtió en el edificio más alto de la avenida Juárez, con el helipuerto más alto del centro histórico de la Ciudad de México. Sus arquitectos fueron Ricardo Legorreta Vilchis y su hijo, Víctor Legorreta.[cita requerida]

## Características
Se inspiró en la Torre de Tlatelolco, terminada en 1966. Para el 2006, todo el edificio se mudó, y el edificio viejo se otorgó como obsequio a la Universidad Nacional Autónoma de México. Al concluir su construcción, se convirtió en el segundo edificio más alto del centro histórico de la Ciudad de México, con el helipuerto más alto de esa zona. Su uso es exclusivamente para las oficinas centrales de la Secretaría de Relaciones Exteriores.[cita requerida]
Puede soportar un terremoto de 8.5 en la escala de Richter. De hecho, soportó el terremoto del 19 de septiembre de 2017 sin sufrir daños de importancia. Debido a la zona de alto riesgo sísmico en que se encuentra, en la parte central del antiguo lago de Texcoco, este edificio se equipó con lo último en tecnología, con 45 amortiguadores sísmicos.[cita requerida]
Los materiales que se utilizaron para construir este rascacielos son: hormigón reforzado y vidrio. Se encuentra anclada en 65 pilotes que penetran 55 metros, superando el relleno pantanoso del lugar en donde se encuentra.[cita requerida]
Está enfrente de la Alameda Central, a tan solo unos metros de la avenida paseo de la Reforma. A los lejos, se ve el Monumento a la Revolución (exactamente a siete cuadras de paseo de la Reforma), que alberga en su sótano al Museo Nacional de la Revolución). También, tan solo unos cuantos metros al poniente, está la Torre del Caballito, la Torre Prisma; al oriente, se observan la Torre Latinoamericana y el Edificio Miguel E Abed, y hacia el norte, la Torre de Tlatelolco, a unos 7 kilómetros. Antiguamente, el espacio lo ocupaba un estacionamiento público de dos pisos, y antes del terremoto de México de 1985, un grupo de edificios de 12 pisos.[cita requerida]
Se considera un edificio inteligente, debido a que el sistema de luz está controlado por un sistema llamado B3, al igual que los siguientes edificios de la Ciudad de México: la Torre Mayor, la Torre Ejecutiva Pemex, el World Trade Center México, la Torre Altus, Arcos Bosques, Arcos Bosques Corporativo, la Torre Latinoamericana, el Edificio Reforma 222 Torre 1, Haus Santa Fe, el Edificio Reforma Avantel, Residencial del Bosque 1, Residencial del Bosque 2, Torre del Caballito, Torre HSBC, Panorama Santa fe, City Santa Fe Torre Ámsterdam, Santa Fe Pads, St. Regis Hotel & Residences, Torre Lomas.[cita requerida]

## Rangos
- En México: 50.º lugar, 2011: 73.er lugar
- En Ciudad de México: 37.º lugar, 2011: 52.º lugar
- En la avenida Juárez: 1.º lugar
- En el centro histórico de la Ciudad de México: 4.º lugar